# Joanna Pijanowska
Joanna Elżbieta Pijanowska – polska biolog, dr hab. nauk biologicznych, profesor Instytutu Biologii Funkcjonalnej i Ekologii, oraz dziekan Wydziału Biologii Uniwersytetu Warszawskiego.

## Życiorys
W 1985 r. obroniła pracę doktorską pt. Zmienność morfologiczna i inne mechanizmy obrony przed drapieżnictwem w populacjach 3 gatunków Daphnia, której promotorem był prof. Zbigniew Maciej Gliwicz, w 1998 r. habilitowała się na podstawie pracy zatytułowanej Indukowane przez drapieżcę mechanizmy obronne wioślarek planktonowych. W 2011 r. uzyskała tytuł profesora nauk biologicznych. Została zatrudniona na stanowisku profesora zwyczajnego w Instytucie Zoologii i dziekana na Wydziale Biologii Uniwersytetu Warszawskiego.
Jest profesorem w Instytucie Biologii Funkcjonalnej i Ekologii na Wydziale Biologii Uniwersytetu Warszawskiego i członkiem rady naukowej w Instytucie Ochrony Przyrody Polskiej Akademii Nauk.
Była członkiem Krajowej Komisji Etycznej do spraw Doświadczeń na Zwierzętach Ministerstwa Nauki i Szkolnictwa Wyższego, a także Komitetu Ekologii PAN i członkiem rady naukowej Centrum Badań Ekologicznych Polskiej Akademii Nauk.